# Pygmaena destrigata
Pygmaena destrigata är en fjärilsart som beskrevs av Embrik Strand 1904. Pygmaena destrigata ingår i släktet Pygmaena och familjen mätare. Inga underarter finns listade.